# Референдум о доверии президенту Азербайджана (1993)
Всенародное голосование о доверии президенту Абульфазу Эльчибею прошло в Азербайджане 29 августа 1993 года. Избирателям был задан вопрос:

Доверяете ли вы Президенту Азербайджанской Республики?
Оригинальный текст (азерб.)Siz Azərbaycan Respublikasının Prezidentinə etimad edirsiniz mi?

Лишь 2% избирателей ответили на него положительно, остальные 98% отказали Эльчибею в доверии. Явка на референдуме составила 91.6%. Сам президент объявил референдум незаконным, некоторые его сторонники бойкотировали его. 1 сентября 1993 года Эльчибей был официально отстранён от должности. Исполняющим обязанности президента стал председатель Национального собрания Гейдар Алиев, вскоре избранный новым президентом.

## Результаты
| Выбор                               | Голосов   | %    |
| ----------------------------------- | --------- | ---- |
| Да                                  | 77,730    | 2.0  |
| Нет                                 | 3,673,978 | 98.0 |
| Недействительные/пустые бюллетени   | 16,220    | –    |
| Всего                               | 3,767,928 | 100  |
| Зарегистрированных избирателей/явка | 4,097,367 | 92.0 |
| Источник: Nohlen и соавт.           |           |      |